# Roserio
Roserio (lombardisch Roseri [ruˈze:ri]) ist ein Stadtteil der norditalienischen Großstadt Mailand. Er befindet sich im Nordwesten der Stadt und gehört zum 8. Stadtbezirk.

## Geschichte

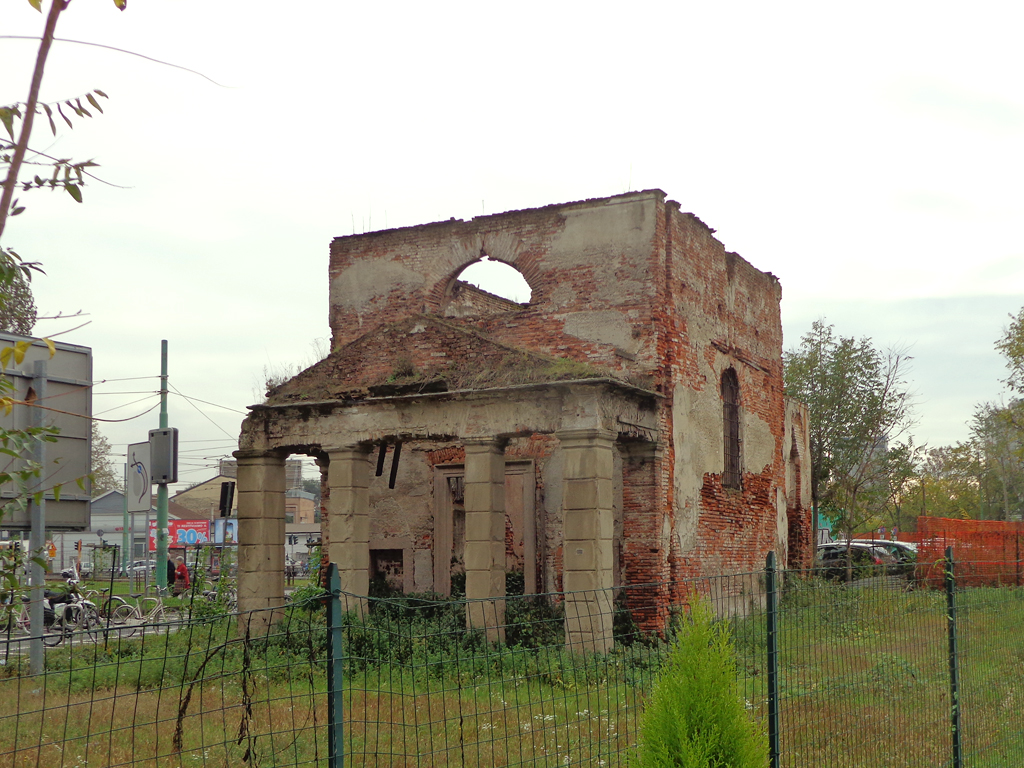
Die Ruine der alten Kirche von Roserio

Roserio war ursprünglich eine zum Pfarrbezirk Bollate gehörende Gemeinde.
1809 wurde Roserio per Napoleonischen Dekret nach Bollate eingemeindet. Mit der Wiederherstellung des Österreichischen Herrschafts wurde die Gemeinde 1816 wieder selbstständig.
An der Gründung des Königreichs Italien (1861) zählte die Gemeinde Roserio 177 Einwohner. Nur wenige Jahre später, 1869, verlor Roserio endgültig ihre Selbstständigkeit und wurde in die Gemeinde Musocco eingemeindet, die ebenfalls 1923 in die Stadt Mailand eingemeindet wurde.
Vom alten Dorf Roserio bleibt heute nur die Ruine der alten Kirche.